# Krakowiak (Tanz)

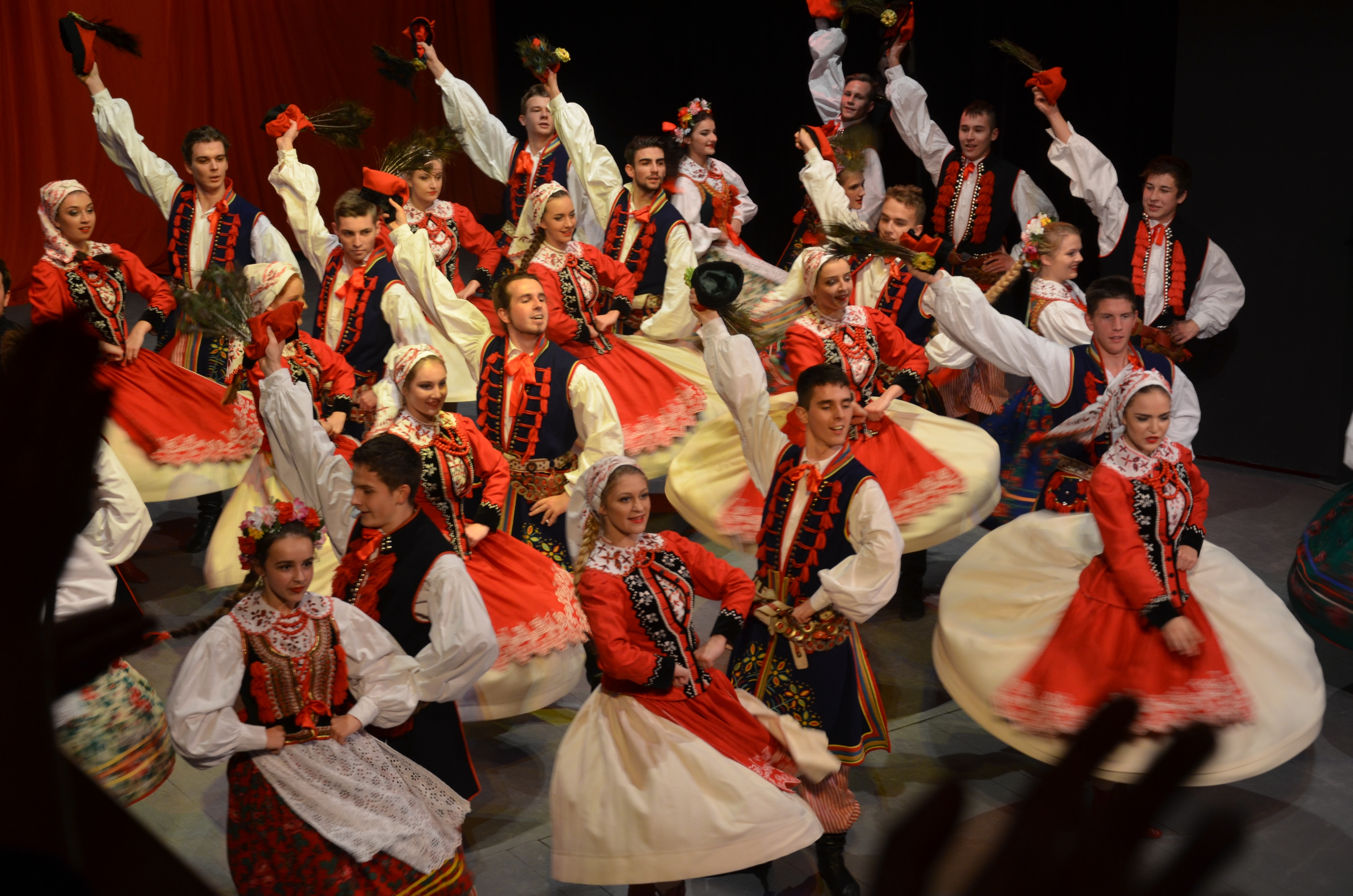
„Krakowiak“ (Volkstanz)

Krakowiak (polnisch [krakovˈjak], französisch Cracovienne [kʁakovˈien], auch deutsch Krakauer) bezeichnet einen polnischen Volkstanz. 
Im engeren Sinne handelt es sich um einen Paartanz, welcher aus der Region um Krakau stammt. Er steht in einem raschen {\displaystyle \textstyle {\frac {2}{4}}} Takt. Charakteristisch ist ein synkopierter Rhythmus und ein Wechsel von Ferse und Stiefelspitze, Fersenzusammenschlag und Umdrehung. Er war im 19. Jh., bekannt als Cracovienne, ein beliebter Gesellschaftstanz. Er wurde aufgenommen in Oper, Ballett und Instrumentalmusik; zum Beispiel Chopin op. 11, 3. Satz; Krakowiak Konzertrondo op. 14 oder in der Oper Ein Leben für den Zaren von Glinka (II. Akt, Nr. 6). Bisweilen wird der Tanz vom Gesang kurzer zweizeiliger Lieder (Krakowiaken) begleitet.